# Anèmia megaloblàstica
L'anèmia megaloblàstica és una anèmia macrocítica que resulta de la inhibició de la síntesi de l'ADN en la producció dels glòbuls vermells. L'anèmia megaloblàstica té una aparició bastant lenta, sobretot si es compara amb la d'altres anèmies.
El defecte en la síntesi d'ADN de glòbuls vermells es deu més sovint a una deficiència de vitamina B₁₂ o deficiència de folat. Quan hi ha una prolongada deficiència de tiamina, pot derivar en el beri-beri. A banda, la pèrdua de micronutrients també pot ser una causa. S'ha trobat també en la deficiència de coure. També pot ser causat per antimetabòlits que enverinen directament la producció d'ADN per alguns agents quimioterapèutics o antimicrobians (per exemple azatioprina o trimetoprim).

## Fisiopatologia
Quan la síntesi d'ADN es veu deteriorada, el cicle cel·lular no pot progressar des de l'etapa de creixement de l'estadi G2 fins a la mitosi (M). Això condueix al creixement cel·lular continu sense divisió, que es presenta com a macrocitosi.

## Causes
- Deficiència de vitamina B₁₂
- Deficiència de folat
- Deficiència combinada

## Diagnòstic

### Troballes sanguínies
Es caracteritza per:
- Eritroblastes molts grans (megaloblastes) immadurs i disfuncionals.
- Neutròfils hipersegmentats o multisegmentats.